# Анушкевич, Ричард
Ричард Анушкевич (англ. Richard Anuszkiewicz; 23 мая 1930[…], Эри, Пенсильвания — 19 мая 2020, Энглвуд, Нью-Джерси) — американский художник, один из организаторов движения оп-арт.

## Биография
Сын польского эмигранта. В 1948—1953 годах учился в Институте искусства в Кливленде, в 1953—1955 годах — в школе искусства и архитектуры при Йельском университете в Нью-Хейвене у Йозефа Альберса, в Кентском университете в городе Кент, штат Огайо, получив в 1956 году степень бакалавра. Преподавал в Висконсинском, Корнеллском, Кентском университетах.
В 1957 году переехал в Нью-Йорк, работал хранителем Музея современного искусства. После участия в знаменитой выставке «Чувствительный глаз», состоявшейся в 1965 году в Нью-Йорке, занял одну из ведущих позиций среди представителей течения оп-арт. В 1960—1970-х годах сотрудничал с Виктором Вазарели и Бриджит Рили.

## Награды
- Pulitzer Traveling Fellowship (1953)
- Charles of the Ritz Oil Painting Award (1963)
- The Silvermine Guild Award for Oil Painting (1964)
- Cleveland Arts Prize (1977)
- Hassam Fund Purchase Award (1980)
- Hassam Fund Purchase Award (1988)
- New York State Art Teachers' Association Award (1994)
- Emil and Dines Carlson Award (1995)
- New Jersey Pride Award (1996)
- Richard Florsheim Fund Grant (1997)
- Lee Krasner Award (2000)
- Lorenzo di Medici Medal (2005)

## Выставки
- 1955: Butler Art Institute, Янгстаун, Огайо, США
- 1960: The Contemporaries, Нью-Йорк
- 1961: The Contemporaries, Нью-Йорк
- 1963: The Contemporaries, Нью-Йорк
- 1965: Sidney Janis Gallery, Нью-Йорк
- 1966: The Cleveland Museum of Art, Кливленд, Огайо, США
- 1967: Sidney Janis Gallery, Нью-Йорк
- 1967: Galerie der Spiegel, Кёльн, Германия
- 1967: The Hopkins Center, Гановер, Нью-Гэмпшир, США
- 1968: Kent State University, Кент, Огайо, США
- 1969: Sidney Janis Gallery, Нью-Йорк
- 1971: Sidney Janis Gallery, Нью-Йорк
- 1972: De Cordova Museum, Линкольн, Массачусетс
- 1972: Jacksonville Art Museum, Джэксонвилл, Флорида
- 1972: Loch Haven Art Center, Орландо, Флорида
- 1973: Sidney Janis Gallery, Нью-Йорк
- 1973: Summit Art Center, Summit, Нью-Гэмпшир
- 1975: Andrew Crispo Gallery, Нью-Йорк
- 1976: Andrew Crispo Gallery, Нью-Йорк
- 1976: Ulrich Museum of Art, Уичита, Канзас
- 1976: La Jolla Museum of Contemporary Art, Ла-Хойя, Калифорния
- 1976: Fairlawn Public Library, Фэирлаун, Нью-Джерси
- 1977: University Art Gallery, Беркли, Калифорния
- 1977: Columbus Museum of Art, Колумбус, Огайо
- 1978: Ringling Museum, Сарасота, Флорида
- 1978: Allentown Art Museum, Аллентаун, Пенсильвания
- 1979: Alex Rosenberg Gallery, Нью-Йорк
- 1979: Clark Art Institute, Уильямстаун, Массачусетс
- 1980: The Brooklyn Museum, Бруклин, Нью-Йорк
- 1980: The Carnegie Institute, Питтсбург, Пенсильвания
- 1981: University Fine Arts Galleries, Таллахасси, Флорида
- 1981: The Carnegie Institute, Питтсбург, Пенсильвания
- 1981: Lowe Arts Museum, Coral Gables, Флорида
- 1982: Museum of Art, Форт-Лодердейл, Флорида
- 1982: Museo Rayo, Roldanillo, Валье-дель-Каука, Колумбия
- 1982: Centro Colombo-Americano, Богота, Колумбия
- 1982: Fairlawn Public Library, Фэирлаун, Нью-Джерси
- 1983: Atlantic Center For The Arts, New Smyrna Beach, Флорида
- 1984: Pembroke Gallery, Хьюстон, Техас
- 1984: Butler Art Institute, Янгстаун, Огайо
- 1984: The Heckscher Museum, Хантингтон, Нью-Йорк
- 1984: Graham Modern, Нью-Йорк
- 1984: Canton Art Institute, Кантон, Огайо
- 1985: Schweyer-Galdo Galleries, Понтиак, Мичиган
- 1985: Hokin/Kaufman Gallery, Чикаго, Иллинойс
- 1985: Charles Foley Gallery, Колумбус, Огайо
- 1986: Brevard Art Center and Museum, Мельбурн, Флорида
- 1986: Tampa Museum, Тампа, Флорида
- 1986: Pelham Art Center, Pelham, Нью-Йорк